# Felsőkálnok
Felsőkálnok (szlovákul Horný Kalník) község Szlovákiában, a Zsolnai kerületben, a Turócszentmártoni járásban.

## Fekvése
Turócszentmártontól 7 km-re délkeletre fekszik.

## Nevének eredete
Neve a szláv kal (= sár) főnévből származik.

## Története
Kálnok falut 1225-ben említik először, de két községként csak 1355-ben tűnik fel. 1375-ben „duo Kalnok”, 1431-ben „Kalnek” megnevezéssel illetik. Albert király Palugyai Bálintnak adta, majd 1437-ben a Plathy család birtoka lett. 1534-ben „Kelnyk Maior”, 1598-ban „Feseo Kelnyk”, alakban tűnik fel. A 18. században a Szenessy családé. 1720-ban 11 háztartása volt. 1785-ben 21 házában 138 lakos élt.
A 18. század végén Vályi András így ír róla: „KELNIK. Alsó, és Felső Kelnik, Két tót falu Túrócz Várm. földes Uraik Rakovszky, és Szenesy Urak, lakosai leg inkább evangelikusok, fekszenek Szent Helenának szomszédságában, és annak filiáji, határbéli földgyeik közép termékenységűek, réttyeik kétszer kaszáltatnak, legelőjök tsekély, jó almat, és szilvat termő kertyeik vagynak.”
1828-ban 15 háza és 151 lakosa volt, akik főként mezőgazdaságból éltek.
Fényes Elek 1851-ben kiadott geográfiai szótárában így ír a faluról: „Kélnik (Felső), Thurócz m. tót falu, 21 kath., 130 evang. lak., mind a két helyen sok alma, szilva terem. F. u. többen.”
A trianoni diktátumig Turóc vármegye Turócszentmártoni járásához tartozott.

## Népessége
| Év:            | 1994. | 2004. | 2014.    | 2024.    |
| -------------- | ----- | ----- | -------- | -------- |
| Emberek száma: | 120   | 156   | 176      | 197      |
| Eltérés:       |       | +30 % | +12,82 % | +11,93 % |

| Év:            | 2023. | 2024.   |
| -------------- | ----- | ------- |
| Emberek száma: | 190   | 197     |
| Eltérés:       |       | +3,68 % |

1910-ben 130, túlnyomórészt szlovák lakosa volt.
2001-ben 140 szlovák lakosa volt.
2011-ben 159 szlovák lakta.

## Neves személyek
- Itt született 1773-ban Juraj Rohoň szlovák író, népdalgyűjtő, evangélikus pap.

## Nevezetességei

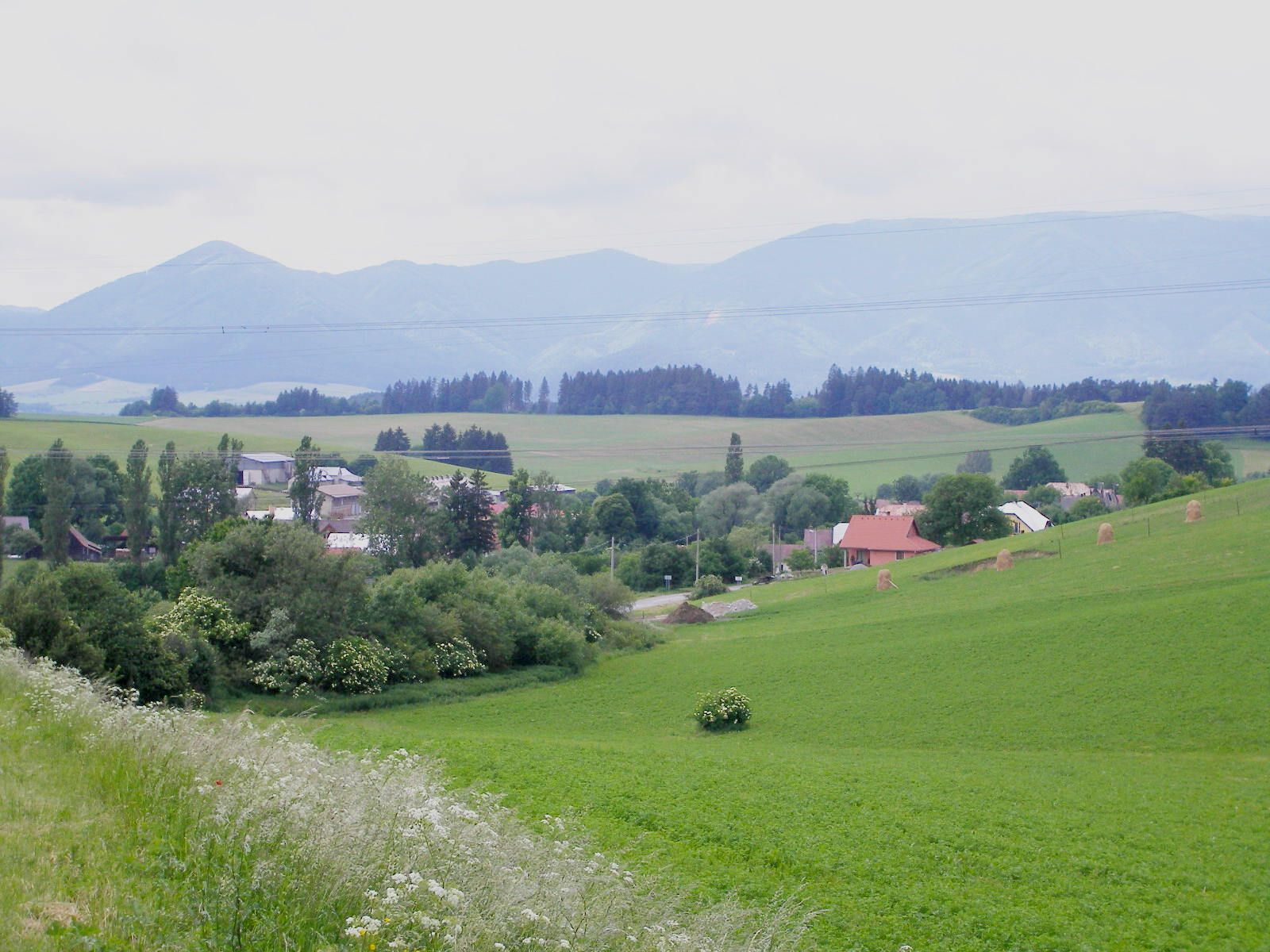

## Külső hivatkozások
- Községinfó
- Felsőkálnok Szlovákia térképén
- E-obce.sk